# Контушовка
Контушовка (от польского kontuszówka) — алкогольный напиток, содержащий от 40 до 60 % спирта и от 6 до 10 % сахара. Производится из водки ароматизированной эфирными маслами аниса (можно добавлять и другие специи, например, тмин, кориандр), мёдом и др..
С 17 века был любимым напитком польской аристократии. Название происходит от слова Контуш — длинное пальто, которое имели право носить исключительно аристократы, постепенно распространилась по всей Австро-Венгрии. В период до первой мировой войны это был доступный напиток, как об этом свидетельствуют многочисленные упоминания в произведениях Ярослава Гашека, Петра Безруче или Зигмунда Фрейда. В течение XX века потребление напитка пошло на спад. Ещё в 80-е годы XX века контушовку производила национальная компания Seliko Dolany Švejkovu kontušovku с изображением Швейка на этикетке; после исчезновения компании напиток из чешских магазинов исчез. В настоящее время её производством занимается Seliko Dolany Švejkovu kontušovku в Простеёве, семейный завода Žufánek в Boršicích и семейная likérka APICOR из Rudníku, которая владеет также торговой маркой Švejkova kontušovka.

## Отзывы
1. ↑  Наталья Шинкарёва, Надежда Бондаренко. Том 13. К (Кладкака – Конфитюр) // Кулинарная энциклопедия.. — 2017. — ISBN ISBN	5040535333, 9785040535330.
2. ↑  Гашек и контушовка. Дата обращения: 13 сентября 2017. Архивировано 14 сентября 2017 года.